# Luka Ibrišimović
Luka Ibrišimović, hrvaški frančiškan, gvardijan, župnik, generalni vikar in protiturški borec, * 1626, Požega, † 1698, Požega.
Pri njegovi vzgoji je sodeloval rojak Marin Ibrišimović, zato ga je Luka imenoval stric, kar pa ne bo točno, saj je Luka svoj priimek Skoko spremenil in prevzel  priimek Ibrišimović. Izobraževal se je v samostanu v Veliki pri Požegi, filozofsko in teološko šolanje pa je nadaljeval v Gyöngyösu in Ferrari. Po vrnitvi je bil učitelj frančiškanskih novincev v Veliki, nato župnik v Ratkovici (1652-1655) in sedem let župnik ter samostanski starešina v Budimu. Po vrnitvi v Slavonijo je bil župnik v Požegi (1662-1667), gvardijan v Veliki (1672-1675) in do smrti vikar  zagrebškega škofa za Slavonijo. 12. marca 1688 se je izkazal pri obrambi Požege pred napadi turške vojske. Ibrišimović je bil eden od najzaslužnejših Hrvatov pri narodni obrambi Slavonije v 17. stoletju. Njegova dopisovanja z zagrebškim škofom dajejo pomembne podatke o stanju katolištva v Slavoniji v času turške okupacije. Dobil je vzdevek Sokol, opevajo pa ga tudi v ljudskih pesmih.